# Oscar et Kiki la midinette
Oscar et Kiki la midinette est un film muet français réalisé par Louis Feuillade et sorti en 1913.

## Fiche technique
- Titre : Oscar et Kiki la midinette
- Réalisation : Louis Feuillade
- Société de production : Société des Etablissements L. Gaumont
- Format : Muet - Noir et blanc  - 1,33:1 - 35 mm
- Métrage : 300 m
- Genre : Comédie
- Date de sortie :
  - France :  1913

## Distribution
- Léon Lorin : Oscar
- Mademoiselle Davrières : Kiki
- Marie Dorly : Madame Vaudois